# Verhütungsgel
Als Verhütungsgel, auch Verhütungscreme oder Verhütungsschaum, werden Gele bezeichnet, die den samentötend (spermizid) wirkenden Wirkstoff Nonoxinol 9 enthalten, oder Produkte auf Milchsäurebasis, die die Spermien lähmen, indem sie den Säuregrad des Scheidenmilieus erhöhen sowie ein zusätzliches Hindernis für die Spermien bilden. Sie sind nicht rezeptpflichtig.
Verhütungsgels und -cremes allein angewendet sind als Verhütungsmittel nicht wirksam und sollten immer zusammen mit einer Barrieremethode (Diaphragma oder Verhütungskappe) benutzt werden.

## Anwendung (Frau)
Spermizide müssen jedes Mal 5–90 Minuten vor dem Geschlechtsverkehr angewendet werden. Nach dem Geschlechtsverkehr sollte es mindestens 6 Stunden in der Scheide belassen werden.

## Studien zu Verhütungsgelen für den Mann
In Studien des National Institute of Child Health und Human Development, USA, wurde ein Verhütungsgel mit anderer Wirkungsweise untersucht, das Männer sich einmal täglich auf die Schultern auftragen müssen. In dem Gel sind Testosteron und ein Gestagen – das sogenannte Nestoron. Das Gel habe die Spermien der Männer in wenigen Wochen auf praktisch Null gesenkt.
Bei Makaken wurde ein Verhütungsgel, ein Polymer, in die Samenleiter injiziert, was den Großteil der Samenflüssigkeit passieren lässt, aber nicht die Samen. Eine Ejakulation bleibt möglich. Es gibt nur wenige Initiativen, die zu Verhütungsmitteln für den Mann forschen.